# Syncarpia glomulifera
Syncarpia glomulifera är en myrtenväxtart som först beskrevs av James Edward Smith, och fick sitt nu gällande namn av Franz Josef Niedenzu. Syncarpia glomulifera ingår i släktet Syncarpia och familjen myrtenväxter.

## Underarter
Arten delas in i följande underarter:
- S. g. glabra
- S. g. glomulifera

## Bildgalleri

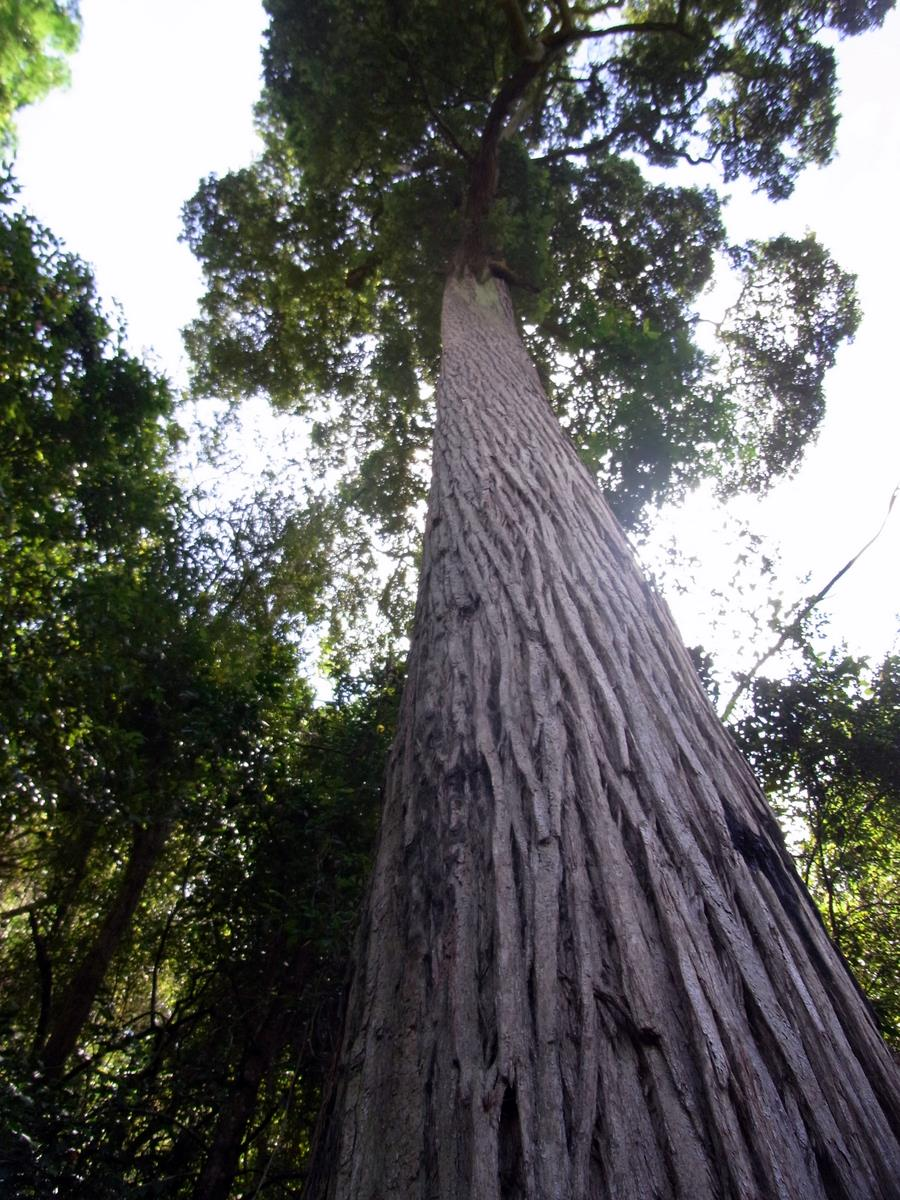
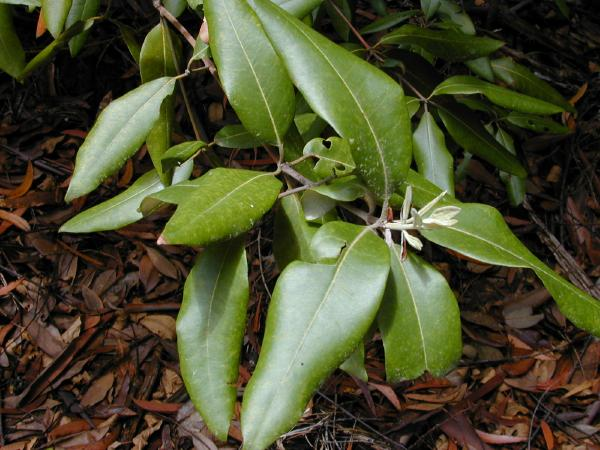
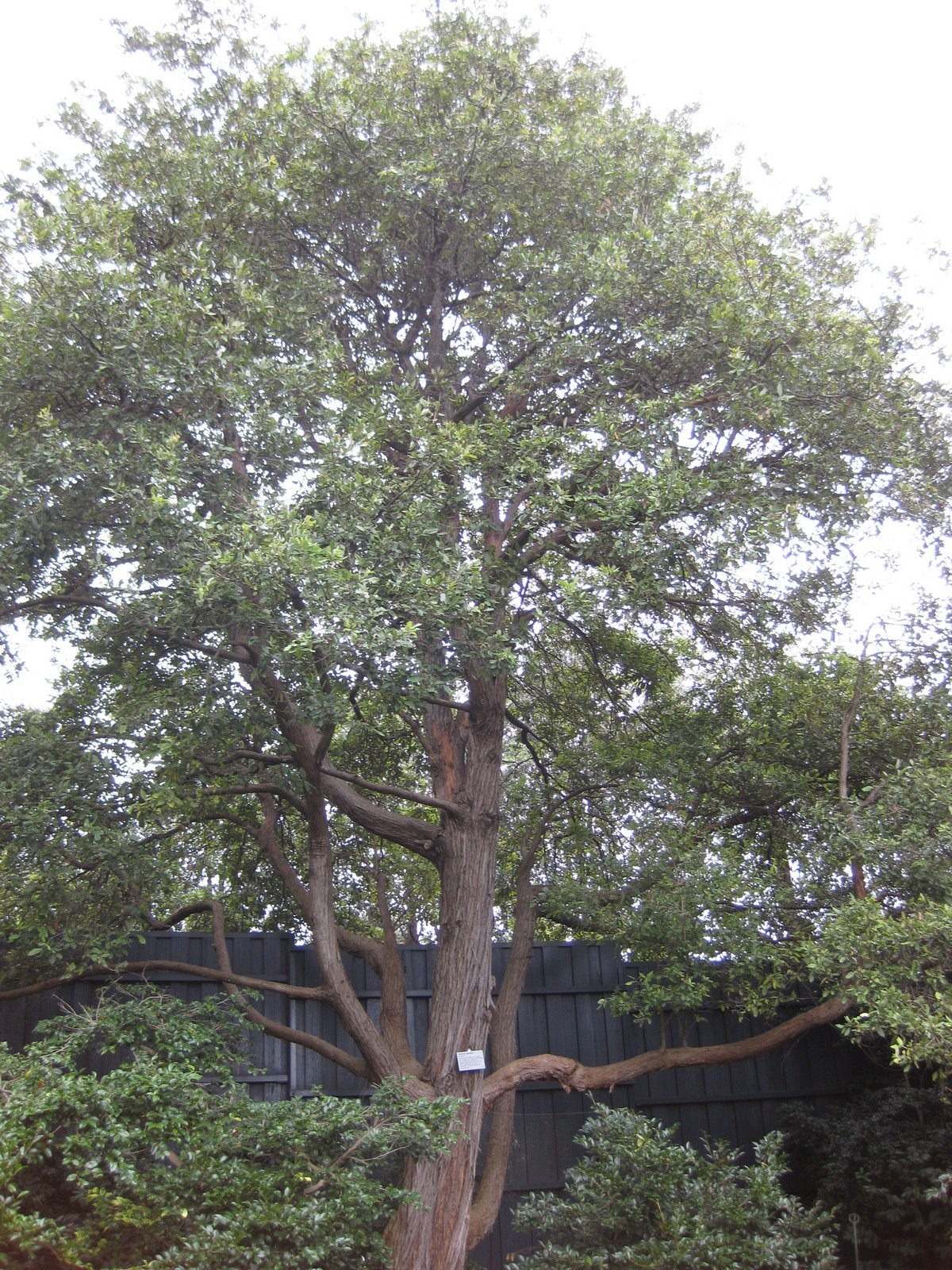
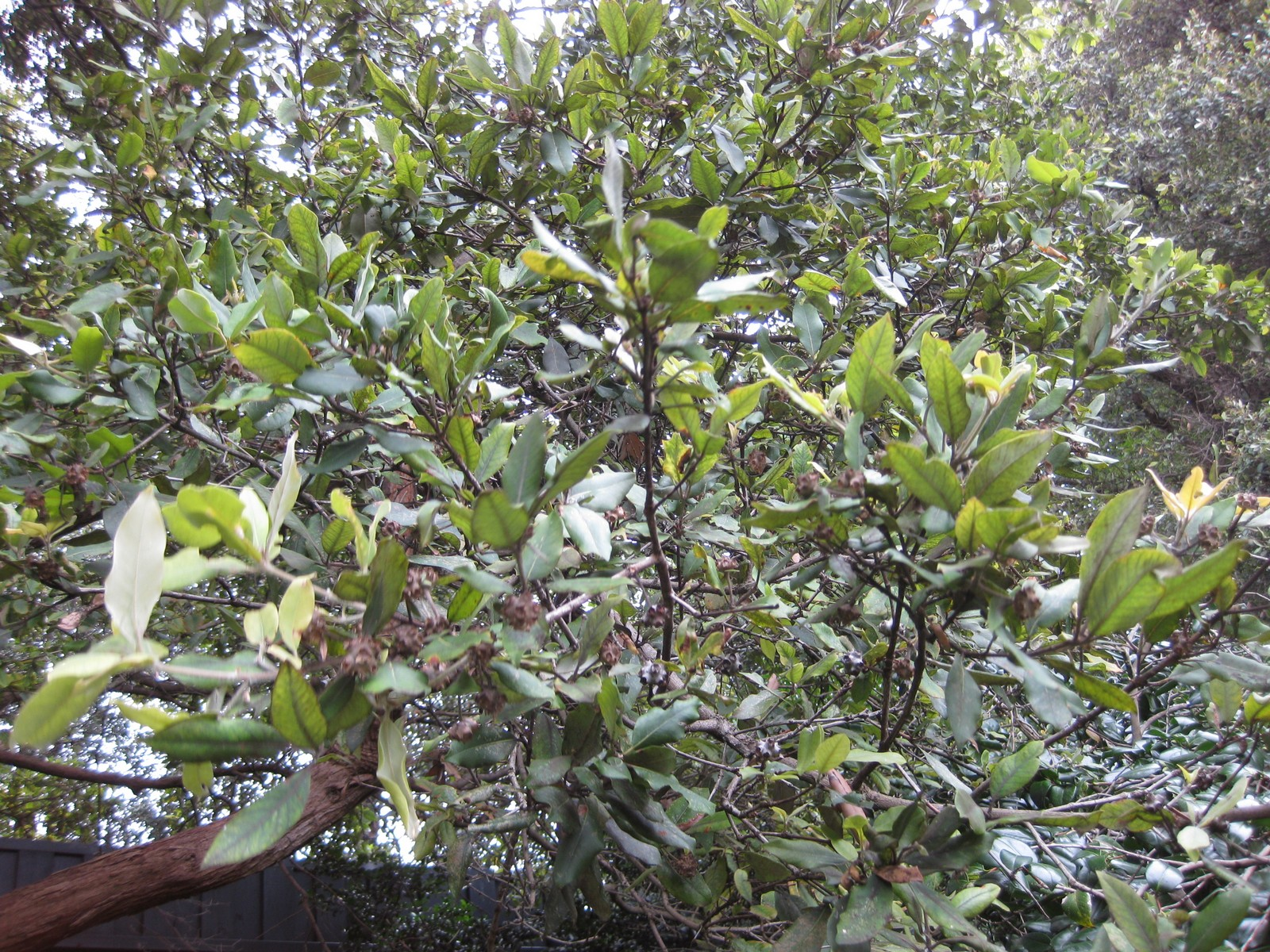